# Lilianna Nowak
Lilianna Nowak – polska ekonomistka, dr hab. nauk ekonomicznych, adiunkt Instytutu Marketingu Uniwersytetu Ekonomicznego w Poznaniu.

## Życiorys
19 listopada 1993 obroniła pracę doktorską Wiedza o zachowaniach konsumentów jako podstawa działań marketingowych, 25 czerwca 2010 habilitowała się na podstawie pracy zatytułowanej Uwarunkowania zachowań konsumenckich młodzieży akademickiej. Eksploracja struktur ukrytych. Objęła funkcję adiunkta w Instytucie Marketingu na Uniwersytecie Ekonomicznym w Poznaniu.